# Schloss Pürkelgut

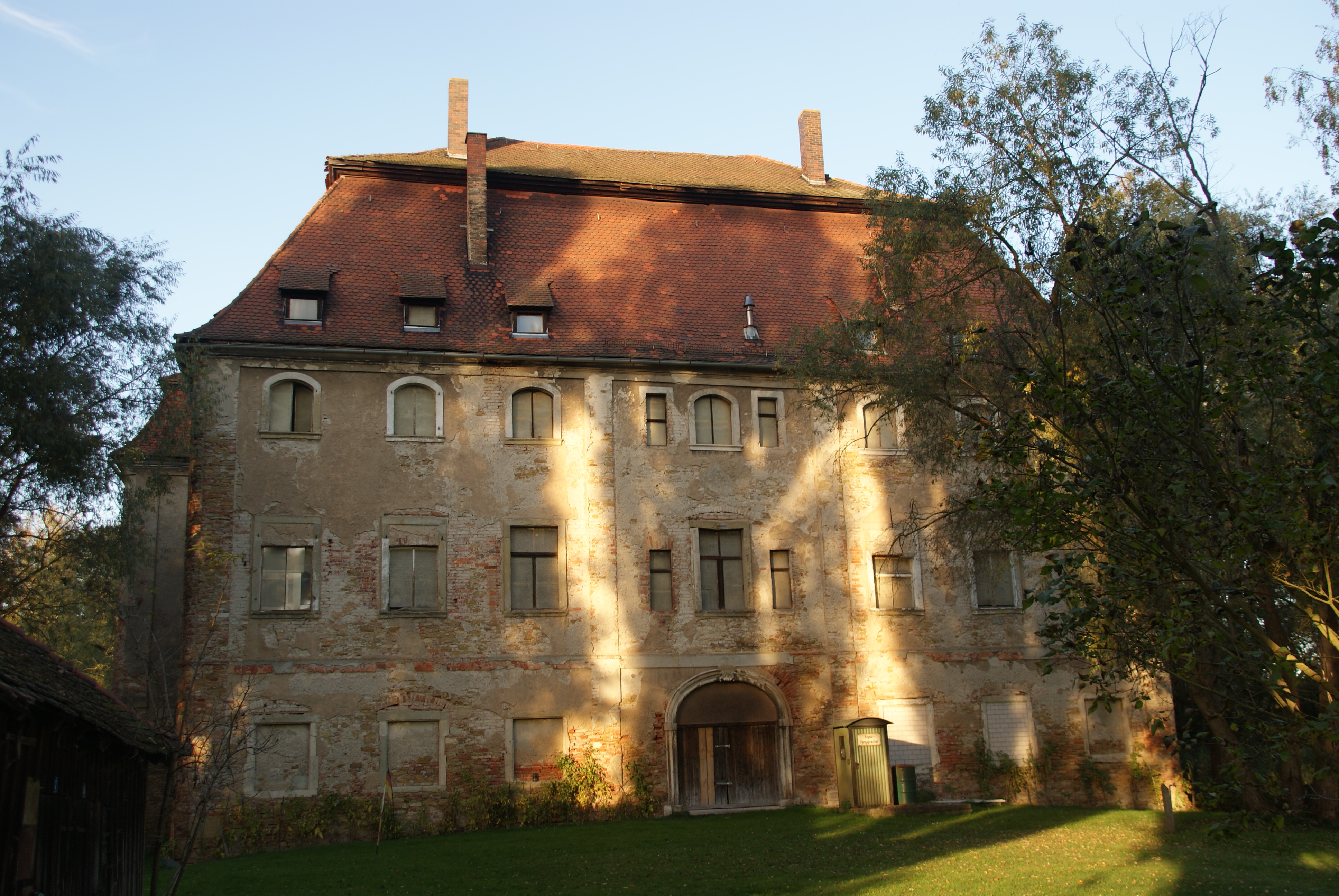
Westfassade von Schloss Pürkelgut

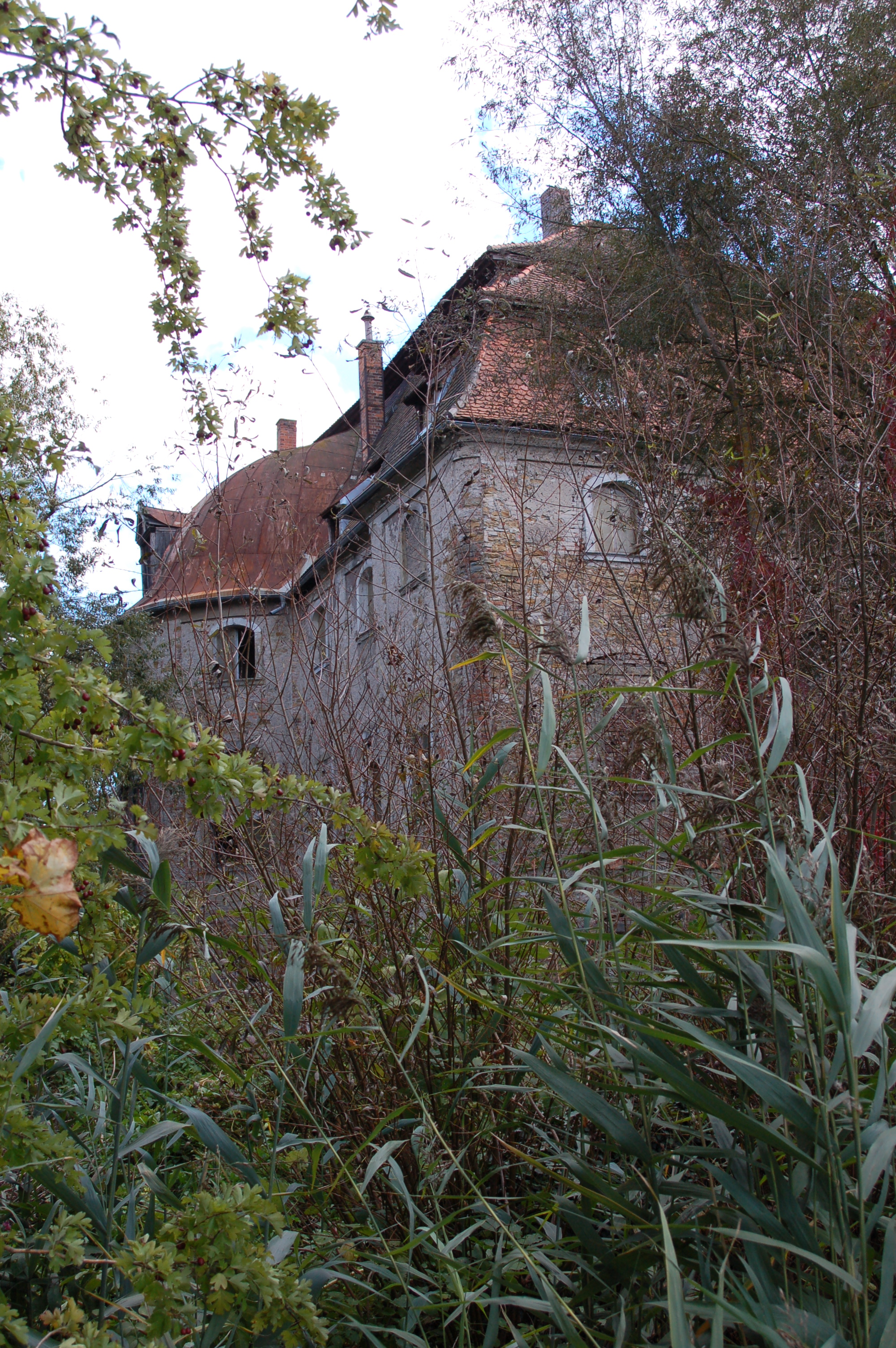
Nordfassade von Schloss Pürkelgut mit halbrundem Mittelrisalit

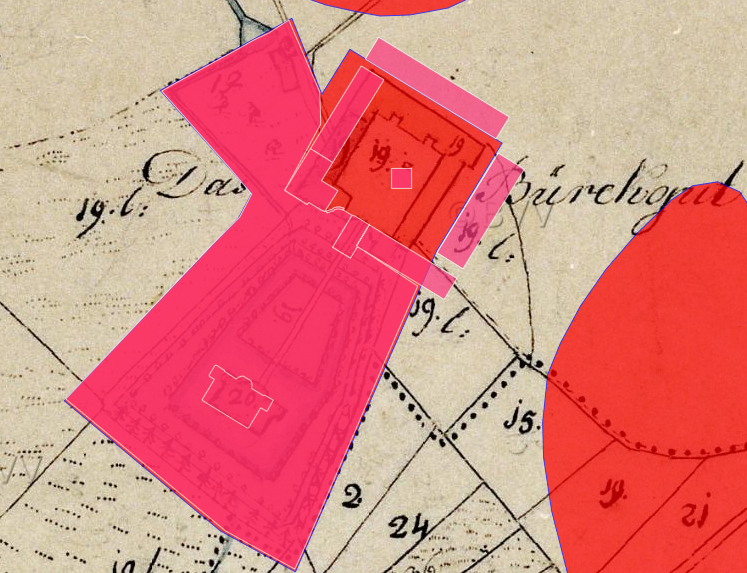
Lageplan von Schloss Pürkelgut auf dem Urkataster von Bayern

Das heutige Schloss Pürkelgut ist ein ehemaliges Wasserschloss im Südosten von Regensburg. Das Schloss wurde 1728 für den Kaufmann Johann Jakob Pürkel erbaut und gilt als einer der bedeutendsten barocken Profanbauten der Stadt. Das Schloss hatte seit dem späten Mittelalter einige Gutshöfe als Vorläufer.

## Lage und Geschichte
Das ehemalige Schloss Pürkelgut, das heute (2024) als Privatbesitz im Umbau begriffen ist, liegt mit dem ehemals zugehörigen Hofgelände, (40 ha) das sich heute (2024) im Besitz verschiedener Eigentümer befindet, im südöstlichen Regensburger Stadtbezirk Kasernenviertel. Das Gelände wird nach Süden hin von der Ost-West-Autobahn A3 begrenzt. Weiter südlich der Autobahn lbeginnt der Regensburger Stadtbezirk Burgweinting-Harting. Die trennende Autobahn verläuft hier auf dem Höhenrücken eines geologisch als Hochterrasse ausgebildeten Geländes, auf dem ein früher sumpfiges Seebecken nachgewiesen werden konnte. Schon für diese frühe Zeit ist für das Gebiet, das damals auch Neuhausen genannt wurde, ein Meierhof nachgewiesen, der die Herzöge der Agilolfinger, die damals im heutigen Stadtgebiet von Regensburg wohnten, mit Lebensmitteln versorgte. 
Der See verlandete im Laufe der Jahre, jedoch blieb ein Teich mit mooriger Umgebung bis in die Neuzeit erhalten. Schon bald gab es dort auch einen Gutshof im Besitz der Regensburger Familie Tollinger, die ihren Gutshof dann an die Regensburger Brüder Hädrer verkauften. Die Familie Hädrer musste sich beim Kauf verpflichten, den Gutshof nur an Regensburger Bürger zu verkaufen. Das Gebiet lag zwar innerhalb des Regensburger Burgfriedens, jedoch gab es von alters her bayrische Ansprüche wegen der Bewirtschaftung der Umgebung durch die Bauern aus Irl. Das Gebiet war schwer zu kontrollieren, denn es war weit vom Stadtzentrum entfernt und lag ca. 4 km außerhalb der Regensburger Stadtmauern beim Ostentor.
Im frühen 16. Jahrhundert wurde das Gut durch einen Brand völlig zerstört und im zerstörten Zustand vom Regensburger Patrizier Wolfgang Horneck aufgekauft. Beim 1529 beginnenden Neubau entstand neben den Wirtschaftsgebäuden auch ein von Mauern und Graben umgebenes Schlösschen, das als Neuhausen bekannt wurde. Während der Rat der Stadt Regensburg den Neubau durch Erlass von Steuern auf Bier und Wein für 4 Jahre unterstützte, versuchten bayerische Beamte weiterhin Abgaben vom Gutsherrn Horneck zu erzwingen. Horneck starb schon 1531 und nach ihm ist erst 100 Jahre später wieder ein Gutsherr namentlich bekannt. Er bewirtschaftete das Gut, das nun Einhausen genannt wurde, zur Zeit des beginnenden Dreißigjährigen Krieges. Als Ende 1633 ein schwedisches Heer das von bayerischen Truppen im April 1632 besetzte Regensburg eroberte, wurden auch das bayerisch besetzte Gut Einhausen und seine Umgebung zum Kampfgebiet. Völlig zerstört wurde das Gut Einhausen zwischen April und  Juli 1634 als kaiserliche und bayerische Truppen das schwedisch besetzte Regensburg wieder zurückeroberten. Nach den Kämpfen blieb die Anlage fast hundert Jahre lang eine Ruine.
Das Schloss in einer der heutigen Form ähnlichen Form wurde 1728 unter Leitung von Johann Michael Prunner für den wohlhabenden Regensburger Kaufmann Johann Jakob Pürkel errichtet. Das Anwesen verfügte damals über ein Mansarddach, Ecktürme sowie über einen halbrunden Mittelrisalit. 1749 fiel der Besitz an Johann August von Greifenstein, den Reichstagsgesandten für Schweden-Vorpommern. Er feierte standesgemäße Feste in dem romantisch gelegenen Wasserschloss, dem sogenannten„Sanssouci der Reichstagsgesandten von Regensburg“, wie es der Historiker Joseph Rudolf Schuegraf 1830 formulierte.
Am 23. April 1809 ließ sich Napoleon nach seiner Verwundung durch eine abgeprallte Kugel vor Regensburg zunächst zum Verbinden nach Schloss Pürkelgut und dann zur Übernachtung ins Kloster Karthaus-Prüll bringen. Danach gab es im Schloss ein „Napoleonzimmer“, das im Herbst 1850 von Eduard Mörike bewohnt wurde, dessen Bruder Ludwig damals als Verwalter von Pürkelgut tätig war. In Briefen hat Mörike die idyllische Lage des Gutes, seine morgendlichen Spaziergänge um den See herum und von ihm beobachtete Alltagsbegebenheiten auf Pürkelgut geschildert. Mörike hat auch zwei Zeichnungen des Schlosses angefertigt.
Nachdem der damalige Besitzer Friedrich Heinrich Hartmeyer 1826 eine Brauereikonzession erworben hatte, wurde das Gut in der Biedermeierzeit zu einem beliebten Sommer-Ausflugsziel mit Gartenwirtschaft und Tanzvergnügen. Unter Georg Hamminger aus Ortenburg entwickelte sich das Anwesen ab 1838 zu einer musterhaften Ökonomie, die 26 Personen beschäftigte. 1844 verkaufte Hamminger das Gut an Fürst Maximilian Karl von Thurn und Taxis, der es als Jagdschloss nutzte. Ab 1847 sollte das Gut unter Leitung von Ludwig Mörike (Bruder von Eduard Mörike) zu einer Ackerbauschule ausgebaut werden, was jedoch unterblieb.
Flüchtlinge und Bedienstete der Gutsverwaltung wohnten bis 1975 in dem Gebäude. Seither steht es leer. Das Schloss befindet sich in einem schlechten baulichen Zustand und war zeitweise vom Einsturz bedroht. Aufgrund mangelnder finanzieller Mittel konnte es im Herbst 2001 von der Fürstlichen Bauverwaltung nur notsaniert werden, wobei der Dachstuhl abgestützt, Dachrinnen installiert und Fenster abgedichtet wurden.

## Heutige Nutzung
Der Platz vor dem Schloss ist Schauplatz des jährlich stattfindenden Mittelalterfests Hexentanz und Feenzauber sowie diverser anderer kultureller Veranstaltungen, wie Konzerten oder Freiluftkino. Verschiedene diskutierte Nutzungskonzepte (Sitz des Landesamts für Denkmalpflege, Tagungs- oder Veranstaltungszentrum, Luxushotel, Eisstadion, Gewerbe- oder Ökobetrieb, Jugendherberge) führten zu keiner Realisierung. 
2015 wurde ein Ankauf durch die Stadt Regensburg diskutiert. Das Vorhaben scheiterte im Januar 2016, da sich die Fürstliche Bauverwaltung nicht mit der Stadt Regensburg einigen konnte. Im April 2016 wurden das Schloss, der Gutshof und 4,9 Hektar landwirtschaftliche Flächen an ein Regensburger Immobilienunternehmen verkauft.
2025 ist Schloss Pürkelgut Austragungsort des rechtslibertären und ‚anarchokapitalistischen‘ Afuera!-Fests.

## Denkmalschutz
Die Schlossanlage ist unter der Aktennummer D-3-62-000-341 als Baudenkmal verzeichnet. Sie wird ferner als Bodendenkmal unter der Aktennummer D-3-6938-0851 mit der Beschreibung „archäologische Befunde des Mittelalters und der frühen Neuzeit im Bereich des ehem. Wasserschlosses Pürkelgut und der zugehörigen Ökonomie, darunter die Spuren von Vorgängerbauten, älterer Bauphasen sowie abgegangener Gebäude und Bauteile“ geführt.